# Dar al-Majzén (Rabat)
Dar al-Majzén (en árabe, دار المخزن Dār al-Maḫzen; en francés, Dâr-al-Makhzen) es la residencia principal y oficial del rey de Marruecos. Está situada en la comuna Touarga de Rabat, la capital nacional.

## Historia
Desde el reinado del sultán Mohammed III, los sultanes y reyes alauitas han mantenido un palacio en Rabat. Inicialmente, en 1785, se construyó un palacio bajo el reinado del sultán Mohammed III de Marruecos, en el momento de Abd ar-Rahmán ibn Hisham en 1854 otro palacio fue construido en su sitio, al igual que el recinto de Touarga, el distrito donde se encuentra. El edificio actual fue finalizado por Muhammed IV en 1864. Marruecos había estado anteriormente bajo el Protectorado francés de Marruecos desde 1912 y querían que el sultán estuviese estacionado en un lugar, cerca de su propia sede administrativa, para mostrar su aceptación del nuevo régimen.
Aunque los reyes tenían muchas residencias a su disposición, cuando se declaró la independencia en 1955, optaron por mantener el palacio de Dar-al-Makhzen como el principal palacio del monarca. Algunos monarcas, particularmente Muhammed V, prefirieron el palacio más pequeño y relativamente aislado de Dar es Salaam, más alejado del centro de la ciudad, manteniendo el Dar-al-Makhzen como su residencia oficial y administrativa.
Varios eventos importantes en la vida de varios miembros de la realeza marroquí han tenido lugar en el palacio, incluyendo a Hassan II en 1929 y la ceremonia de matrimonio de Mohammed VI y Salma Bennani en 2002.

## Diseño y construcción

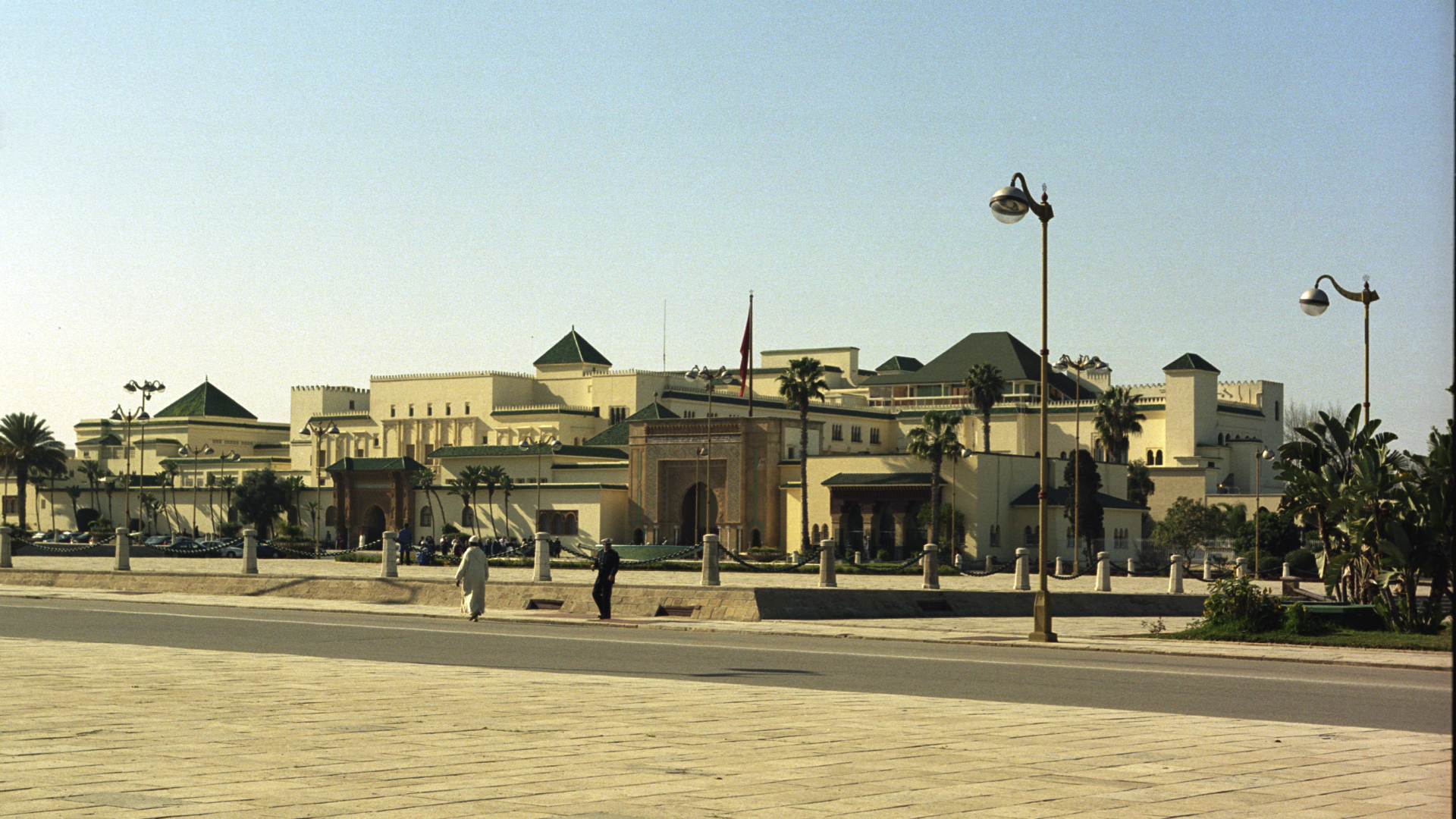
Vista del palacio, frente al mechouar.

El palacio se encuentra al final del mechouar, un gran patio de armas que también contiene una pequeña mezquita. Sus edificios, todos los techos llevan a dos aguas de tejas verdes y están estructurados de acuerdo con el modelo de la casa unifamiliar tradicional. El mechouar se usa para grandes asambleas públicas, como el regreso del exilio de Mohammed V en 1955.
Además de espacio para la vida individual para el rey y la familia real, hay alojamiento para la Guardia Real de Marruecos. El complejo del palacio también contiene el Collège Royal, una escuela para miembros superiores de la familia real,  una escuela de cocina, y una biblioteca de la planta baja construida para contener la colección manuscrita de Hassan II.
Hay amplios jardines y terrenos que rodean el palacio, que fueron diseñados con la formalidad francesa, con motivos árabes tradicionales y la horticultura local en mente.